# Vítor (futebolista)
Cícero Vítor dos Santos Júnior, mais conhecido como Vítor (Delmiro Gouveia, 29 de julho de 1982), é um ex-futebolista brasileiro que atuava como lateral-direto. 

## Carreira
Atuou pelo CRAC de Catalão, entre 2002 e 2005, e teve uma bela passagem no Goiás. Em 2008, ganhou a Bola da Prata da Revista Placar como melhor lateral-direito do Campeonato Brasileiro. Esteve presente nos títulos do Campeonato Goiano de 2004 e 2006, e em 2010 se transferiu ao Palmeiras.
Em 2011, após uma temporada apagada no time do Palmeiras, Vítor acertou um contrato de empréstimo com o Sport até o fim da temporada.
Depois de nem chegar a jogar e sair do Sport, foi cedido pelo Palmeiras ao Cruzeiro devido à transferência por empréstimo de Wellington Paulista do clube mineiro ao clube paulista. Ele atuou em 21 partidas, e não marcou gols.
No início de 2012, acertou com o Goiás, clube onde se destacou. Depois de novamente brilhar pelos esmeraldinos, tendo sido peça fundamental no retorno goiano à Série A, Vítor renovou seu empréstimo com o Goiás até o final de 2013. Em 2013, Vitor foi titular absoluto da equipe alviverde, tanto que, dos 71 jogos que o Goiás disputou, o atleta participou de 53, todos como titular, tendo marcado 4 gols, e com 6 passes para gol. Em março de 2013, atingiu a marca de 300 jogos pelo clube.
Em junho de 2014, durante a Copa do Mundo acerta seu retorno ao Sport. Ao todo, pelo time rubro-negro, foram 29 jogos entre 2014 e 2015, nenhum gol marcado e conquistou os títulos do Campeonato Pernambucano a da Copa do Nordeste, em 2014.
No dia 16 de julho de 2015, acerta com o Santa Cruz. Marca seu primeiro gol com a camisa tricolor contra o Ceará, com um gol de cabeça, gol que deu a vitória do tricolor aos 44 minutos contra a equipe cearense por 2–1 na Arena Pernambuco. Participou do elenco que levou o tricolor de volta a elite do futebol brasileiro, participando da maioria das partidas e com grande regularidade. No dia 19 de dezembro de 2015, acerta sua renovação com o tricolor por mais 1 ano, até 2016.
No dia 30 de dezembro de 2016, renova com o Santa Cruz para a temporada 2017. Nessa temporada, após dividida com o volante Ricardinho, do Criciúma, fraturou a perna, ficou afastado por cinco meses e viu o clube ser rebaixado à Série C. No dia 19 de dezembro de 2017, renova com o Santa novamente, até o final de 2018.
Em 2018, o defensor jogou como titular boa parte da temporada como capitão. Encerrou sua passagem de quatro temporadas pelo Santa Cruz com 108 partidas disputadas, 5 gols marcados e os títulos da Copa do Nordeste, em 2016 e Pernambucano também em 2016. Após não chegar a acordo financeiro com o Santa Cruz no final de 2018, Vítor acertou sua ida para o Goiânia.

## Títulos
CRAC
- Campeonato Goiano - Segunda Divisão: 2003
- Campeonato Goiano: 2004

Goiás
- Campeonato Goiano: 2006, 2009, 2012 e 2013
- Campeonato Brasileiro - Série B: 2012

Sport Recife
- Copa do Nordeste: 2014
- Campeonato Pernambucano: 2014

Santa Cruz
- Taça Chico Science: 2016
- Copa do Nordeste: 2016[19]
- Campeonato Pernambucano: 2016[19]
- Troféu Asa Branca: 2017

### Outras conquistas
Palmeiras
- Troféu Gustavo Lacerda Beltrame: 2010

## Artilharias
Palmeiras
- Troféu Gustavo Lacerda Beltrame: 2010 (2 gols)

## Prêmios individuais
Goiás
- Campeonato Goiano: 2007 (Melhor Lateral Direito)
- Campeonato Goiano: 2008 (Seleção do Campeonato Goiano)
- Campeonato Brasileiro: 2008 (Bola de Prata - Lateral Direito)
- Campeonato Brasileiro: 2008 (2º Lugar - Craque do Brasileirão - Lateral Direito)
- Campeonato Goiano: 2009 (Seleção do Campeonato Goiano)

Santa Cruz
- Seleção do Campeonato Brasileiro de Futebol - Série B: 2015[22]